# NGC 1642
NGC 1642 (również PGC 15867 lub UGC 3140) – galaktyka spiralna (Sc), znajdująca się w gwiazdozbiorze Byka. Odkrył ją Heinrich Louis d’Arrest 29 grudnia 1861 roku.